# Parafia Matki Bożej Uzdrowienia Chorych w Dźwirzynie
Parafia pw. Matki Bożej Uzdrowienia Chorych w Dźwirzynie – parafia rzymskokatolicka należąca do dekanatu Kołobrzeg, diecezji koszalińsko-kołobrzeskiej, metropolii szczecińsko-kamieńskiej. Została utworzona 4 kwietnia 1986 r.

## Miejsca kultu
- Kościół Matki Bożej Uzdrowienia Chorych w Dźwirzynie – kościół parafialny wybudowany w latach 1982–1998, wieża zaś w 1999 r.[1]
- Kaplica Matki Bożej Gwiazdy Morza w domu Sióstr Franciszkanek w Dźwirzynie[1]

## Proboszczowie
| Proboszczowie         | Okresy urzędowania w parafii | Źródło |
| --------------------- | ---------------------------- | ------ |
| ks. Jerzy Uberman     | 1985–1994                    | [ 1 ]  |
| ks. Marian Wołoszyn   | 1994–2004                    | [ 1 ]  |
| ks. Janusz Rajkowski  | 2004–2008                    | [ 1 ]  |
| ks. Marek Żejmo       | 2008–2022                    | [ 1 ]  |
| ks. Marcin Piotrowski | od 2022                      | [ 1 ]  |

## Zgromadzenia zakonne w parafii
- Zgromadzenie Sióstr Franciszkanek Misjonarek Maryi[1]